# Hwang Jang-lee
 Hwang Jang-lee (ur. 21 grudnia 1944) – koreański aktor i mistrz taekwondo (10 dan).

## Filmografia
- The Good Bad Boy (2014)
- Zemsta tygrysa z Shaolin
- Pijany mistrz
- Bruce Lee's Secret
- 36 Deadly Styles
- Dragon's Claws
- Drunken Master
- Hell's Wind Staff
- Wąż i cień orła
- Young Hero
- Lung ying moh kiu
- Game of Death II
- Ninja in the Dragon's Den
- Live Hard
- Angel
- Secret Envoy
- Where's Officer Tuba